# 贝尔冈蒂
贝尔冈蒂（法語：Berganty，法語發音：[bɛʁɡɑ̃ti]）是法国洛特省的一个市镇，属于卡奥尔区。

## 地理
贝尔冈蒂（44°26'37"N, 1°38'49"E）面积6.98 平方千米，位于法国奧克西塔尼大區洛特省，该省份为法国西南部内陆省份，北起顺时针与科雷兹省、康塔爾省、阿韦龙省、塔恩-加龙省、洛特-加龍省和多尔多涅省接壤。
与贝尔冈蒂接壤的市镇（或旧市镇、城区）包括：埃斯克洛泽勒、孔科特、圣西尔克拉波皮。

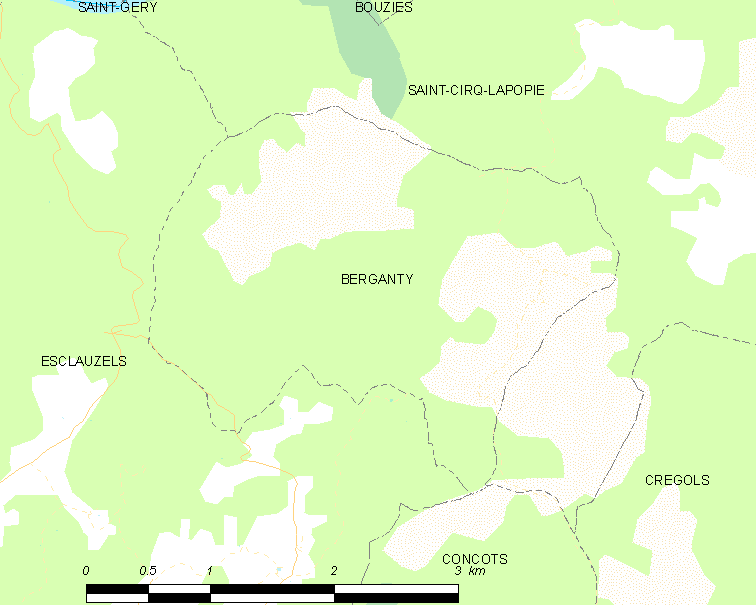
贝尔冈蒂的OSM定位图

贝尔冈蒂的时区为UTC+01:00、UTC+02:00（夏令时）。

## 行政
贝尔冈蒂的邮政编码为46090，INSEE市镇编码为46027。

## 政治
贝尔冈蒂所属的省级选区为科斯与谷地县。

## 人口

1962-2008年间贝尔冈蒂人口变化图示

贝尔冈蒂于2022年1月1日时的人口数量为138人。